# Feminismo amazona
Feminismo amazona é um ramo do feminismo, que enfatiza as proezas físicas femininas como um meio para atingir a meta de igualdade de gênero. Adeptas são dedicadas para o retrato da mulher heroína na ficção, e como se expressa as façanhas físicas das atletas, artes marciais e outras poderosas construções da mulheres na sociedade, a arte e a literatura.

## História
Militantes do movimento sufragista, especialmente aquelas que praticavam a cultura física e/ou que estavam envolvidas em formas violentas de protesto político eram freqüentemente referidas como "Amazonas" pelos romancistas e jornalistas.
A origem do termo "Feminismo Amazonas" pode ser atribuída a várias fontes, incluindo Thomas Gramstad. Gramstad buscou combinar a representação único do heroísmo em Ayn Rand, junto com a então moderna ideologia feminista e conceitos das Amazonas. Isto foi em parte inspirado por In Search of the Woman Warrior. No início dos anos 70, Gloria Steinem chamou a atenção para este conceito com o seu louvor a Mulher-Maravilha como um ícone feminista, e sua crítica a decisão da DC, em 1968, para alterar os poderes da Mulher Maravilha. Os equipamentos famosos da Mulher Maravilha - pulseiras a prova de bala, laço da verdade, e a capacidade de deslizar sobre as correntes de vento - tinha sido substituído por meros mortais, equipamento de kung-fu. Um ano após Steinem tem apontado este problema, voltaram atrás nas modificações da Mulher Maravilha, devido a popularidade com jovens leitoras ter aumentado.